# Houston Oilers 1986
La stagione 1986 degli Houston Oilers è stata la 17ª della franchigia nella National Football League, la 27ª complessiva La squadra eguagliò il bilancio della stagione precedente, terminando con 5 vittorie e 11 sconfitte e mancando l'accesso ai playoff per il sesto anno consecutivo.

## Roster
| Roster degli Houston Oilers nel 1985 |
| --- |
| Quarterback - 1 Warren Moon Running Back - 30 Mike Rozier Wide Receiver - 86 Mike Akiu Tight End Offensive Linemen - 74 Bruce Matthews G - 63 Mike Munchak G - 52 Jay Pennison C - 70 Dean Steinkuhler T Defensive Linemen - 71 Richard Byrd DE - 79 Ray Childress DT - 95 William Fuller DE Linebacker Defensive Back - 29 Patrick Allen CB - 25 Keith Bostic SS - 24 Steve Brown CB - 31 Jeff Donaldson S - 23 Richard Johnson CB Special Team - 11 Lee Johnson P - 7 Tony Zendejas K |
| Legenda - I rookie sono in corsivo. - Il primo ruolo è il principale mentre gli eventuali successivi indicano i ruoli secondari. - (IR) sta per Injured Reserve ed indica la lista ristretta per un solo giocatore infortunato che può tornare ad allenarsi dopo la settimana 6 e a rientrare in prima squadra dopo che questa ha giocato 8 partite. - (NF-Inj.) / (NF-Ill.) stanno rispettivamente per Non-Football Injured e Non-Football Illness ed indicano le liste dove viene inserito un giocatore che ha un infortunio o una malattia non dipendente dal football americano. - (PUP) sta per Physically Unable to Perform ed indica la lista dove viene inserito un giocatore mentre è in attesa di recuperare la condizione fisica. Nella stagione regolare dopo la sesta partita giocata dalla propria squadra, il giocatore ha tempo tre settimane per riprendere ad allenarsi, più tre settimane aggiuntive dal suo rientro agli allenamenti per rientrare in prima squadra. |

Fonte:

## Calendario
| Stagione regolare |                        |           |
| Turno             | Avversario             | Risultato |
| 1                 | at Green Bay Packers   | V 31–3    |
| 2                 | Cleveland Browns       | S 23–20   |
| 3                 | at Kansas City Chiefs  | S 27–13   |
| 4                 | Pittsburgh Steelers    | S 22–16   |
| 5                 | at Detroit Lions       | S 24–13   |
| 6                 | Chicago Bears          | S 20–7    |
| 7                 | at Cincinnati Bengals  | S 31–28   |
| 8                 | Los Angeles Raiders    | S 28–17   |
| 9                 | at Miami Dolphins      | S 28–7    |
| 10                | Cincinnati Bengals     | V 32–28   |
| 11                | at Pittsburgh Steelers | S 21–10   |
| 12                | Indianapolis Colts     | V 31–17   |
| 13                | at Cleveland Browns    | S 13–10   |
| 14                | at San Diego Chargers  | S 27–0    |
| 15                | Minnesota Vikings      | V 23–10   |
| 16                | Buffalo Bills          | V 16–7    |

## Classifiche
| AFC Central         | AFC Central | AFC Central | AFC Central | AFC Central | AFC Central | AFC Central | AFC Central | AFC Central | AFC Central |
|                     | V           | S           | P           | %           | DIV         | CONF        | PF          | PS          | Str.        |
| ------------------- | ----------- | ----------- | ----------- | ----------- | ----------- | ----------- | ----------- | ----------- | ----------- |
| Cleveland Browns(1) | 12          | 4           | 0           | .750        | 5–1         | 10–2        | 391         | 310         | V5          |
| Cincinnati Bengals  | 10          | 6           | 0           | .625        | 3–3         | 7–5         | 409         | 394         | V1          |
| Pittsburgh Steelers | 6           | 10          | 0           | .625        | 3–3         | 4–8         | 307         | 336         | S1          |
| Houston Oilers      | 5           | 11          | 0           | .313        | 1–5         | 3–9         | 274         | 329         | V2          |